# Sérgio Arthur Braschi

Bischofswappen von Sérgio Arthur Braschi

Sérgio Arthur Braschi (* 3. Dezember 1948 in Curitiba, Paraná) ist ein brasilianischer Geistlicher und emeritierter römisch-katholischer Bischof von Ponta Grossa.

## Leben
Sérgio Arthur Braschi wurde am 8. Dezember 1948 in der Pfarrkirche São Francisco de Paula getauft. Er besuchte zunächst die Grundschule in der Grupo Escolar „19 de Dezembro“ und ab dem 17. Februar 1959 das Kleine Seminar São José in Colônia Nova Orleans. Anschließend studierte er von 1967 bis 1969 Philosophie am Priesterseminar Rainha dos Apóstolos in Curitiba und an der Pontifícia Universidade Católica do Paraná sowie ab September 1969 Katholische Theologie an der Päpstlichen Universität Gregoriana in Rom. Während seiner Studienzeit in Rom war er Alumnus des Päpstlichen Brasilianischen Pius-Kollegs. In den Sommerferien arbeitete er in Deutschland als Maurer und in einer Autofabrik. Am 8. Juli 1973 empfing er in der Pfarrkirche São Francisco de Paula in Curitiba durch den Erzbischof von Curitiba, Pedro Antônio Marchetti Fedalto, das Sakrament der Priesterweihe für das Erzbistum Curitiba.
Braschi war nach der Priesterweihe zunächst als Pfarrvikar der Pfarrei Santa Teresinha und als Direktor des Diözesanwerks zur Förderung der Priesterberufungen tätig, bevor er 1974 Spiritual und Lehrer und 1979 schließlich Rektor des Kleinen Seminars São José wurde. Von 1982 bis 1986 fungierte er als Regens des Priesterseminars Rainha dos Apóstolos und als Kanoniker. In dieser Zeit leitete er die Vereinigung der Priesterseminare in Paraná und arbeitete in der regionalen Arbeitsgruppe für die Kirchenmusik, die Gesangskurse in verschiedenen Bistümern organisierte, mit. Ferner war er von 1982 bis 1986 Mitglied des Priesterrates und des Konsultorenkollegiums des Erzbistums Curitiba. 1985 beteiligte sich Braschi an der Organisation eines Kurses für Ausbilder an Priesterseminaren in Bogotá. 1986 wurde er für weiterführende Studien nach Rom entsandt, wo er 1990 an der Päpstlichen Universität Gregoriana ein Lizenziat im Fach Dogmatik mit dem Schwerpunkt Ekklesiologie erwarb. Daneben belegte er am Päpstlichen Institut für Kirchenmusik und an der Musikschule Ludovico da Victoria einige Kurse im Fach Kirchenmusik. Nach der Rückkehr in seine Heimat wirkte Braschi von 1990 bis 1996 als Pfarrer der Pfarrei São Judas Tadeu im Stadtteil Vila Hauer. Zudem lehrte er in dieser Zeit Ekklesiologie am Studium Theologicum des Erzbistums Curitiba und koordinierte von 1993 bis 1996 die Pastoral im südlichen Teil des Erzbistums. Von 1992 bis 1996 fungierte er zusätzlich als Spiritual des Gebetsapostolats im Erzbistum Curitiba. Ab Januar 1997 war er Pfarrer der Kathedrale von Curitiba. Außerdem wirkte er bei der Diözesansynode mit. Darüber hinaus gehörte er erneut dem Priesterrat und dem Konsultorenkollegium sowie der Kommission für Liturgie und Kirchenmusik des Erzbistums an.
Papst Johannes Paul II. ernannte ihn am 18. Februar 1998 zum Weihbischof in Curitiba und zum Titularbischof von Tipasa in Numidia. Der Erzbischof von Curitiba, Pedro Antônio Marchetti Fedalto, spendete ihm am 14. April desselben Jahres in der Kathedrale von Curitiba die Bischofsweihe; Mitkonsekratoren waren die Weihbischöfe in Curitiba, Ladislau Biernaski CM und Moacyr José Vitti CSS. Sein Wahlspruch Vita, Dulcedo, Spes („Leben, Wonne, Hoffnung“) stammt aus dem Salve Regina.
Am 16. Juli 2003 bestellte ihn Papst Benedikt XVI. zum Bischof von Ponta Grossa. Die Amtseinführung erfolgte am 5. September desselben Jahres. Von 2011 bis 2015 leitete Braschi zudem in der Brasilianischen Bischofskonferenz die Kommission für die Missionsarbeit und die Kooperation der Teilkirchen. Überdies war er in der Region Sul 2 der Brasilianischen Bischofskonferenz verantwortlich für die Missionsarbeit und gehörte ab 2015 dem Finanzausschuss an.
Am 10. Juni 2024 nahm Papst Franziskus das altersbedingte Rücktrittsgesuch von Sérgio Arthur Braschi an.